# Bentiu
Bentiu är huvudstad i delstaten Unity i Sydsudan. Den ligger vid floden Bahr al-Ghazal i länet Rubkona, i den centrala delen av landet, 500 kilometer norr om huvudstaden Juba. Antalet invånare i payamen Bentiu Town var 41 328 vid folkräkningen 2008.